# Tlaxcala
Tlaxcala, oficiálně španělsky Estado Libre y Soberano de Tlaxcala (do češtiny volně přeloženo jako Svobodný a suverénní stát Tlaxcala) je nejmenší ze 31 států, které spolu s hlavním městem Ciudad de México tvoří federativní republiku Mexiko. Sousedí s Pueblou, Hidalgem a Méxicem.